# Santiago Minas
Santiago Minas là một đô thị thuộc bang Oaxaca, México. Năm 2005, dân số của đô thị này là 1504 người.